# Joël Bopesu
Joël Fey d'Or Bopesu (Kinshasa, 25 gennaio 1995) è un calciatore congolese (Repubblica Democratica del Congo) naturalizzato francese, difensore del P'yownik.

## Caratteristiche tecniche
È un terzino sinistro.

## Carriera
Dopo aver trascorso alcuni anni in Francia e Macedonia del Nord, il 3 febbraio 2019 viene ingaggiato dal Riga FC, con cui a fine stagione vince il campionato lettone. Il 27 gennaio 2020 firma un biennale con il L'viv, formazione impegnata nel campionato ucraino. Il 1º febbraio 2021 viene ingaggiato dallo Žalgiris, nel campionato lituano. Sotto la guida di Vladimir Cheburin si ritaglia uno spazio da titolare, rendendosi autore di buone prestazioni. Il 23 gennaio 2023 rinnova il proprio accordo fino al 31 dicembre.

## Statistiche

### Presenze e reti nei club
Statistiche aggiornate al 1º settembre 2024.
| Stagione        | Squadra         | Campionato      | Campionato | Campionato | Coppe nazionali | Coppe nazionali | Coppe nazionali | Coppe continentali | Coppe continentali | Coppe continentali | Altre coppe | Altre coppe | Altre coppe | Totale | Totale |
| Stagione        | Squadra         | Comp            | Pres       | Reti       | Comp            | Pres            | Reti            | Comp               | Pres               | Reti               | Comp        | Pres        | Reti        | Pres   | Reti   |
| --------------- | --------------- | --------------- | ---------- | ---------- | --------------- | --------------- | --------------- | ------------------ | ------------------ | ------------------ | ----------- | ----------- | ----------- | ------ | ------ |
| 2014-2015       | Arles           | L2              | 1          | 0          |                 | -               | -               |                    | -                  | -                  |             | -           | -           | 1      | 0      |
| 2015-2016       | Épinal          | N               | 19         | 1          |                 | -               | -               |                    | -                  | -                  |             | -           | -           | 19     | 1      |
| 2016-2017       | Calais RUFC     | CFA             | 20         | 2          |                 | -               | -               |                    | -                  | -                  |             | -           | -           | 20     | 2      |
| feb.-giu. 2018  | Skopje          | PL              | 18         | 1          |                 | -               | -               |                    | -                  | -                  |             | -           | -           | 18     | 1      |
| ago.-dic. 2018  | Rabotnički      | PL              | 18         | 0          | CM              | 2               | 0               | UEL                | 2                  | 0                  |             | -           | -           | 22     | 0      |
| 2019            | Riga FC         | VL              | 21         | 2          | CL              | 1               | 0               | UCL+UEL            | 2+1                | 0                  | -           | -           | -           | 24     | 2      |
| gen.-ago. 2020  | L'viv           | PL              | 13         | 0          | -               | -               | -               |                    | -                  | -                  | -           | -           | -           | 13     | 0      |
| 2021            | Žalgiris        | A               | 33         | 0          | CL              | 5               | 0               | UCL+UEL+UECL       | 4+2                | 0                  | SL          | 1           | 0           | 47     | 0      |
| 2022            | Žalgiris        | A               | 21         | 0          | CL              | 4               | 0               | UCL+UEL+UECL       | 5+1+6              | 0                  | SL          | 0           | 0           | 37     | 0      |
| 2023            | Žalgiris        | A               | 24         | 0          | CL              | 1               | 0               | UCL+UEL+UECL       | 4+2                | 0                  | SL          | 1           | 0           | 34     | 0      |
| 2024            | Žalgiris        | A               | 26         | 7          | CL              | 2               | 0               | UECL               | 4                  | 0                  | -           | -           | -           | 32     | 7      |
| Totale Žalgiris | Totale Žalgiris | Totale Žalgiris | 104        | 7          |                 | 12              | 0               |                    | 32                 | 0                  |             | 2           | 0           | 150    | 7      |
| Totale carriera | Totale carriera | Totale carriera | 214        | 13         |                 | 15              | 0               |                    | 37                 | 0                  |             | 2           | 0           | 268    | 13     |

## Palmarès

### Club

#### Competizioni nazionali
- Campionato lettone: 1

Riga FC: 2019
- Coppa di Lituania: 2

Žalgiris: 2021, 2022
- Campionato lituano: 2

Žalgiris: 2021, 2022
- Supercoppa di Lituania: 1

Žalgiris: 2023